# Force de réaction de l'OTAN
Pour les articles homonymes, voir NRF.
La Force de réaction de l'OTAN (en anglais : NATO Response Force, NRF) est la force de réaction rapide de l'OTAN, annoncée lors du sommet de l'OTAN à Prague en 2002, et opérationnelle depuis 2004.
Lors du sommet de l'OTAN Newport 2014, dans le cadre du Plan d'action « réactivité », il est décidé de renforcer la NRF en créant, en son sein, une « force fer de lance » baptisée « force opérationnelle interarmées à très haut niveau de préparation » (VJTF). Elle est annoncée comme devant compter à terme une force composée de 25 000 hommes, disposant d'un matériel militaire de haute technologie interopérable et déployable n'importe où dans le monde en cinq jours, sur une période pouvant aller jusqu'à trente jours.

## Contexte de création et de renforcement de la NRF

### Création de la NRF
Le dispositif militaire de l'OTAN est entièrement repensé au début des années 2000, le besoin n'étant plus d'être capable de faire face à une attaque massive des armées du Pacte de Varsovie sur le territoire européen, mais de pouvoir projeter hors du territoire de ses membres des forces capables de répondre à des situations de crise. Le nouveau concept de structure des forces de l'OTAN, appelé Force de réaction de l'OTAN, est formellement adopté en 2003 et devient opérationnel l'année suivante.
La NRF est constituée d'états-majors et d'unités fournies potentiellement par tous les pays membres de l'Alliance, en pratique essentiellement par les plus grands pays européens au premier rang desquels le Royaume-Uni, la France et l'Italie, et dans une moindre mesure l'Allemagne, l'Espagne, la Pologne et les Pays-Bas. Elle est une incitation faite aux états européens membres de l'Alliance de s'engager davantage dans la défense de l'Europe. Les États-Unis y mobilisent directement peu de ressources.

### Renforcement de la NRF par la création de la VJTF en 2014 et d'autres mesures
Lors du sommet de l'OTAN Newport 2014, les alliés adoptent le Plan d'action « réactivité » de l'OTAN qui contient un ensemble de mesures de réassurance des pays membres de l'OTAN en Europe centrale et orientale qui visent à renforcer leur défense et à rassurer leurs populations, et de mesures d'adaptation de la structure de forces et de commandement de l'OTAN qui ont pour objectif d'en améliorer la réactivité et l'efficacité.
Au titre de l'adaptation de l'OTAN figurent un ensemble de mesures de renforcement de la NRF consistant à :
- augmenter les effectifs globaux de la NRF, en les portant de 13 000 hommes à 40 000 hommes,
- établir une force opérationnelle interarmées à très haut niveau de préparation (en anglais : Very High Readiness Joint Task Force - VJTF) composée principalement d'une brigade de 5 000 hommes projetable en deux à cinq jours,
- établir des petits quartiers-généraux dans les pays baltes et en Europe orientale

En juin 2015, dans un contexte de tensions entre pays de l'OTAN et Russie autour de problématiques comme la guerre du Donbass en Ukraine, la multiplication des exercices militaires russes et les manœuvres maritimes et aériennes en mer Baltique et dans l'espace aérien européen, l'OTAN annonce par la voix de son secrétaire général Jens Stoltenberg porter la capacité de sa Force de réaction à 40 000 hommes ; la force ne comptait à cette date que 13 000 hommes. En outre, l'annonce intègre le prépositionnement d'armement lourd dans les pays baltes ce qui, selon Stoltenberg, n'entre pas « en contradiction avec l'Acte fondateur signé par l'Otan et la Russie post-communiste pour "construire ensemble une paix durable et respectueuse" »,.
Au début de la guerre russo-ukrainienne en 2014, la Force de réaction de l'OTAN comptait environ 13 000 effectifs. En 2022, le nombre avait été porté à 40 000. Le 25 février, au lendemain de l'invasion russe de l'Ukraine en 2022, la NRF est activée pour la première fois. Le 27 juin, Stoltenberg annonce l'intention de l'OTAN d'augmenter sa taille à 300 000 effectifs,,,.

## Composition et fonctionnement de la NRF
La Force de réaction de l’OTAN (NRF) est une force multinationale à haut niveau de préparation, regroupant des éléments des forces terrestres, aériennes, maritimes et d'opérations spéciales qui peuvent être déployés rapidement : sa composante VJTF peut déployer ses éléments de tête dans un délai de deux à trois jours.
Depuis 2015, la NRF comprend quatre éléments constitutifs :
- des éléments de commandement et contrôle, basés sur des quartiers-généraux déployables ;
- une force opérationnelle interarmées à très haut niveau de préparation (Very High Readiness Joint Task Force - VJTF) ;
- un groupe de forces à haut niveau de préparation, qui peut être rapidement déployé en opérations à la suite de la VJTF ;
- un pool de forces de réaction qui peut être mobilisé dans des délais plus importants.

### Éléments de commandement et de contrôle
Le Commandement allié opérations (ACO) a le commandement d'ensemble de la NRF. Les deux commandements de forces interarmées permanents (JFC), le JFC allié Brunssum (Pays-Bas) et le JFC allié Naples (Italie) en assurent le commandement opérationnel chacun leur tour par rotation annuelle.
Sur le terrain, le commandement de la NRF repose sur des états-majors à haut niveau de préparation, déployables en quelques jours et capables de prendre le commandement de forces appartenant à plusieurs états membres ou partenaires de l'OTAN. En 2017, les états-majors suivants ont acquis les certifications voulues pour pouvoir faire partie du cycle de rotation annuel :
- Composante terrestre : neuf états-majors, appelés « corps de déploiement (ou de réaction) rapide (RDC) » dans la terminologie OTAN. Ces états-majors à haut niveau de préparation (HRH) sont prêts à intervenir par rotation d'un an pour prendre le commandement de la composante terrestre de la NRF[10]. Le Corps de réaction rapide pour lequel la France est nation-cadre est basé à Lille[11]. Le Royaume-Uni arme l'Allied Rapid Reaction Corps (ARRC)[12]. L'Allemagne et les Pays-Bas sont ensemble nation-cadre de l'état-major totalement binational du I. German/Dutch Corps (en)[13]. Un autre de ces états-majors, l'Eurocorps, par essence multinational, a vocation à intervenir aussi bien pour l'UE que pour l'OTAN[14].
- Composante maritime : le QG de forces navales OTAN d'intervention et de soutien (STRIKFORNATO) et quatre « états-majors navals » dont les pays-cadres sont respectivement l'Espagne, la France, l'Italie et le Royaume-Uni. Pour la France, le Commandement de la composante maritime (MCC) est assuré par la Force aéromaritime française de réaction rapide (FRMARFOR).
- Composante aérienne : cinq états-majors, appelés Joint Force Air Command (JFAC) sous responsabilité de l'Allemagne, des États-Unis, de la France, de l'Italie et du Royaume-Uni, capables de conduire des opérations aériennes, avec le soutien de l'AIRCOM OTAN de Ramstein.
- Composante des forces spéciales : un état-major américain des forces spéciales.

En complément, l'OTAN dispose de deux états-majors permanents fixes dans des zones où la NRF est susceptible d'être déployée, l'un en Pologne, l'autre en Roumanie.

### Fonctionnement par rotation annuelle
Le fonctionnement de la NRF repose sur les notions de rotation et de pays-cadre. À tour de rôle, les pays membres de l'OTAN mettent à disposition de la Force de réaction de l'OTAN des états-majors et des unités pour une durée de douze mois,,,,,.
À titre d'exemple, en 2017, le JFC Naples commande la NRF et a sous ses ordres : l'Allied Rapid Reaction Corps (ARRC) britannique pour la composante terrestre, le Joint Force Air Component Command (JFAC) dont le pays-cadre est également le Royaume-Uni pour la composante air, l'état-major naval STRIKFORNATO propre à l'OTAN, le commandement des opérations spéciales, un groupe de soutien logistique et un bataillon de protection contre les armes CBRN dirigé par la République tchèque.
|      | JFC          | Composante Terre                         | Composante Air               | Composante Marine | Forces spéciales                        |
| ---- | ------------ | ---------------------------------------- | ---------------------------- | ----------------- | --------------------------------------- |
| 2014 | JFC Brunssum | Corps de réaction rapide-France (CRR-FR) | JFAC du Cdt. Air de Ramstein | ITMARFOR          | Joint Special Operations Forces Command |
| 2015 | JFC Naples   | 1. German-Netherlands Corps              | JFAC France                  | SPMARFOR          | Joint Special Operations Forces Command |
| 2016 | JFC Brunssum | NRDC Espagne                             | JFAC Italie                  | UKMARFOR          | Joint Special Operations Forces Command |
| 2017 | JFC Naples   | Allied Rapid Reaction Corps (ARRC)       | JFAC Royaume-Uni             | STRIKFORNATO      | Joint Special Operations Forces Command |
| 2018 | JFC Brunssum | NRDC Italie                              | JFAC Allemagne               | FRMARFOR          | Joint Special Operations Forces Command |
| 2019 | JFC Naples   | 1. German-Netherlands Corps              | JFAC Espagne                 | ITMARFOR          | Joint Special Operations Forces Command |
| 2020 | JFC Brunssum | Corps de réaction rapide européen        | JFAC Royaume-Uni             | SPMARFOR          | Joint Special Operations Forces Command |
| 2021 | JFC Naples   | NRDC Turquie                             | JFAC Italie                  | FRMARFOR          | Joint Special Operations Forces Command |
| 2022 | JFC Brunssum | Corps de réaction rapide-France (CRR-FR) | JFAC France                  | UKMARFOR          | Joint Special Operations Forces Command |
| 2023 | JFC Naples   | 1. German-Netherlands Corps              | JFAC Allemagne               | TURMARFOR         | Joint Special Operations Forces Command |

Des unités combattantes sont également prêtes à intervenir selon les règles fixées pour la NRF, dans un délai de quelques jours à 60 jours au maximum. La liste de ces unités n'est pas publique, toutefois certains états fournissent quelques informations sur les unités qui sont prêtes à intervenir dans le cadre d'une opération de l'OTAN pour laquelle des unités de la NRF seraient mobilisées.
Pour ne pas obérer l'efficacité opérationnelle de la NRF, il est nécessaire que ses forces respectent les mêmes standards et suivent les mêmes procédures d'engagement. Aussi chaque rotation est précédée d'une période d'entraînement et de qualification de douze à dix-huit mois.

### Caractéristiques propres à la VJTF
La VJTF est essentiellement composée d'une brigade multinationale de 5 000 hommes dont une partie peut être déployée en opération dans un délai de 2 à 3 jours. Le commandement de cette brigade est assuré par rotation entre sept pays : l'Allemagne, l'Espagne, la France, l'Italie, la Pologne, le Royaume-Uni et la Turquie.
La doctrine d'emploi de la VJTF relève davantage de la dissuasion de par la possibilité qu'elle offre à l'OTAN de déployer très rapidement une force symbolique avant même qu'une situation de crise ne dégénère en un conflit d'ampleur que d'une logique de capacité à mener une opération militaire de grande ampleur.
Elle est testée en grandeur réelle lors de Dragon-24 début 2024 en Pologne.

## Participation des armées françaises à la NRF
L'armée de terre, l'armée de l'air et la Marine nationale participent activement à la NRF.

### Participation de la Marine nationale à la composante maritime de la NRF
La France prend le commandement de la composante maritime (MCC) de la Nato Response Force (NRF) pour la première fois durant le premier semestre 2008. Durant toute l'année 2013, le commandement de la composante maritime est une nouvelle fois assuré par la Marine nationale française. En 2018, elle assurera à nouveau ce rôle. Cette prise d’alerte se prépare toute l'année précédente à l’occasion de plusieurs exercices avec les autres nations de l’Alliance. La certification de FRMARFOR, comme MCC sera réalisée lors de l’exercice majeur Brillant Mariner en octobre 2017. Cet entraînement opérationnel en Méditerranée réunira plus de 40 bâtiments et de nombreux aéronefs en provenance des nations de l’Alliance. S'il était activé durant son tour d'alerte, le MCC pourrait disposer des capacités des deux groupes maritimes permanents OTAN (SNMG 1 et 2) et des deux groupes permanents OTAN de lutte contre les mines (SNMCMG 1 et 2) rattachés au commandement maritime allié (MARCOM), eux-mêmes constitués d'unités navales affectés par les membres par rotation de douze mois. En cas de nécessité, le MCC pourrait prendre le commandement d'autres unités fournies par les membres de l'OTAN.

### Participation de l'armée de l'air à la composante air de la NRF
La France prend pour la première fois le commandement de la composante air (JFAC) de la NRF durant le second semestre 2005 (NRF5). Le JFAC français relève du Commandement de la défense aérienne et des opérations aériennes (CDAOA). Dans les mois qui précèdent, l'Armée de l'air mène de nombreux exercices de manière à démontrer l'interopérabilité de ses procédures et de ses systèmes et obtenir ainsi sa certification par l'OTAN. L'Armée de l'air assure pendant toute l'année 2015 cette responsabilité pour la quatrième fois.

### Participation de l'armée de terre à la composante terre de la NRF
Créé en 2005, le Corps de Réaction Rapide-France (CRR-Fr) assure les tours de commandement de la composante terre de la NRF pris par l'Armée de terre française,.

### Mission OTAN
À la suite de l'invasion russe en Ukraine la France sous mandat Otan renforce ses capacités d'action dans les pays baltes en Roumanie Pologne et en Norvège en envoyant 2 500 militaires au total avec plusieurs avions de chasse et de navires de guerre, notamment en déployant en Méditerranée le porte-avions Charles-de-Gaulle. L'armée de l'air surveillera l'espace aérien des pays baltes avec quatre chasseurs Mirage 2000 et deux Rafales en plus des forces déjà déployées dans la mission Baltic Air Policing.
Le secrétaire général de l'OTAN Jens Stoltenberg autorise le redéploiement d'unités vers l'est. Deux QG américains sont prépositionnés, un du 5e corps d'armée (États-Unis) et un du 18e corps aéroporté (États-Unis) à Poznań et Wiebaden.
La mission AIGLE à Base militaire de Cincu qui est composée d’un Battle Group Forward Presence (BGFP), d’un détachement MAMBA, d’un détachement du génie et d’un Élément de soutien national (ESN),,, la mission LYNX en Estonie.